# Korunáč vějířový
Korunáč vějířový (Goura victoria), nesprávně nazýván holub vějířový, je pták z čeledi holubovitých. Dorůstá velikosti 58–73 cm. Svým zbarvením patří k nejkrásnějším ptákům ve své čeledi; má dva příbuzné: korunáče modrého a korunáče červenoprsého.

## Rozšíření a způsobživota
Korunáč vějířový se vyskytuje na severu Nové Guineje, od řeky Siriwo až po zátoku Astrolabe a také na ostrovech Yapen a Biak, kam byl pravděpodobně vysazen. Jeho přirozeným biotopem jsou deštné lesy a bahnitá údolí nížin.

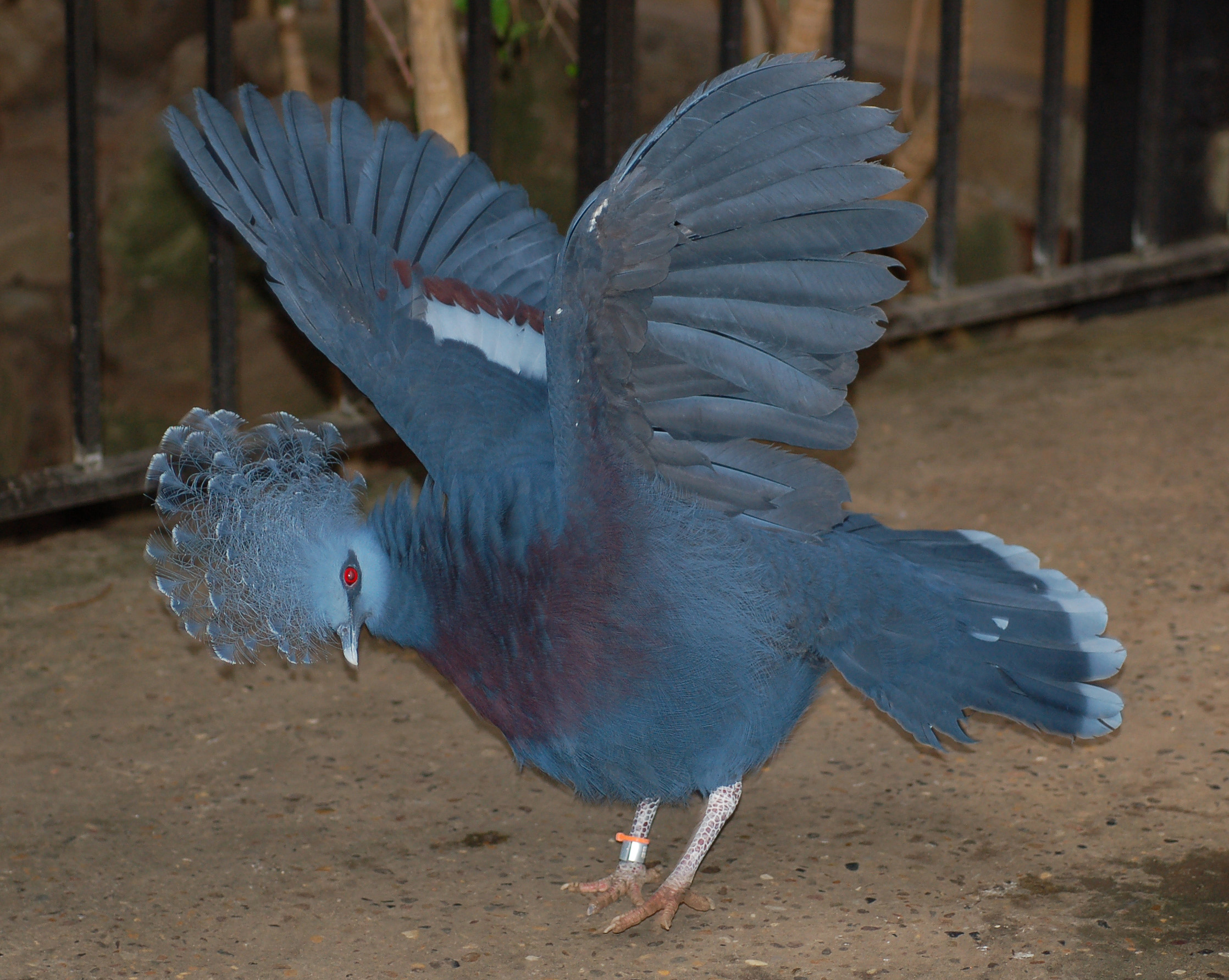
Korunáč vějířový v útočném postavení.

Většina korunáčů se vyznačuje především robustní postavou a jsou podobně velcí jako krocan. Dalším jejich charakteristickým znakem je chocholka z peří, ze stran zploštěná. Její pera jsou dlouhá, na konci mají chomáček a opravdu připomínají vějíř. Obě pohlaví se od sebe neliší, jen mláďata jsou méně vybarvená než dospělí. O chování korunáčů v jejich přirozeném prostředí toho není příliš známo, ale lze se domnívat, že se chovají jako jiné příbuzné druhy v podobném areálu rozšíření.
Jako ostatní holubovití je to společenský druh, obvykle cestují v párech nebo malých hejnech, ve kterých hledají potravu. Živí se spadlým ovocem a bobulemi a možná i občas drobnými bezobratlými živočichy, které hledá na zemi. V zajetí je možno korunáče úspěšně chovat, jestli dostávají jako krmení hlávkový salát, rýži, mrkev a burské oříšky, ale má velmi rád hlavně divoké fíky. Korunáči žijí na stromech, kam se také schovávají, když hrozí nebezpečí.
Samci se pravidelně účastní agresivních bojů. V těchto bojích holubi nafouknou hrudník a opakovaně zvedají svá křídla jako by se chystali udeřit protivníka. Občas se opravdu udeří, ale většinou se sebe ani nedotknou a jen se snaží navzájem zastrašit. Většinou jsou vůči ostatním mírumilovní, boje se stupňují k začátku namlouvání. V toku samec předvádí před samicí tance a uklánění. Samice vyjadřuje svou ochotu k partnerství tak, že roztáhne křídla do šířky a zdvihne je, běhá také s mírně pokrčenýma nohama kolem samce a vydává krátké sykavé zvuky. Hnízdo je ve srovnání s jinými hnízdy holubů poměrně silné a korunáč ho staví z větví na stromě. Z chovu v zajetí je známo, že samice snáší jediné vejce, na němž sedí oba rodiče a pravidelně se střídají. Hnízdění trvá 30 dní, asi po měsíci mládě opustí hnízdo, ale rodiče je krmí až do stáří 13 měsíců.
Korunáč vějířový se může dožít i 50 let.

## Obrázky

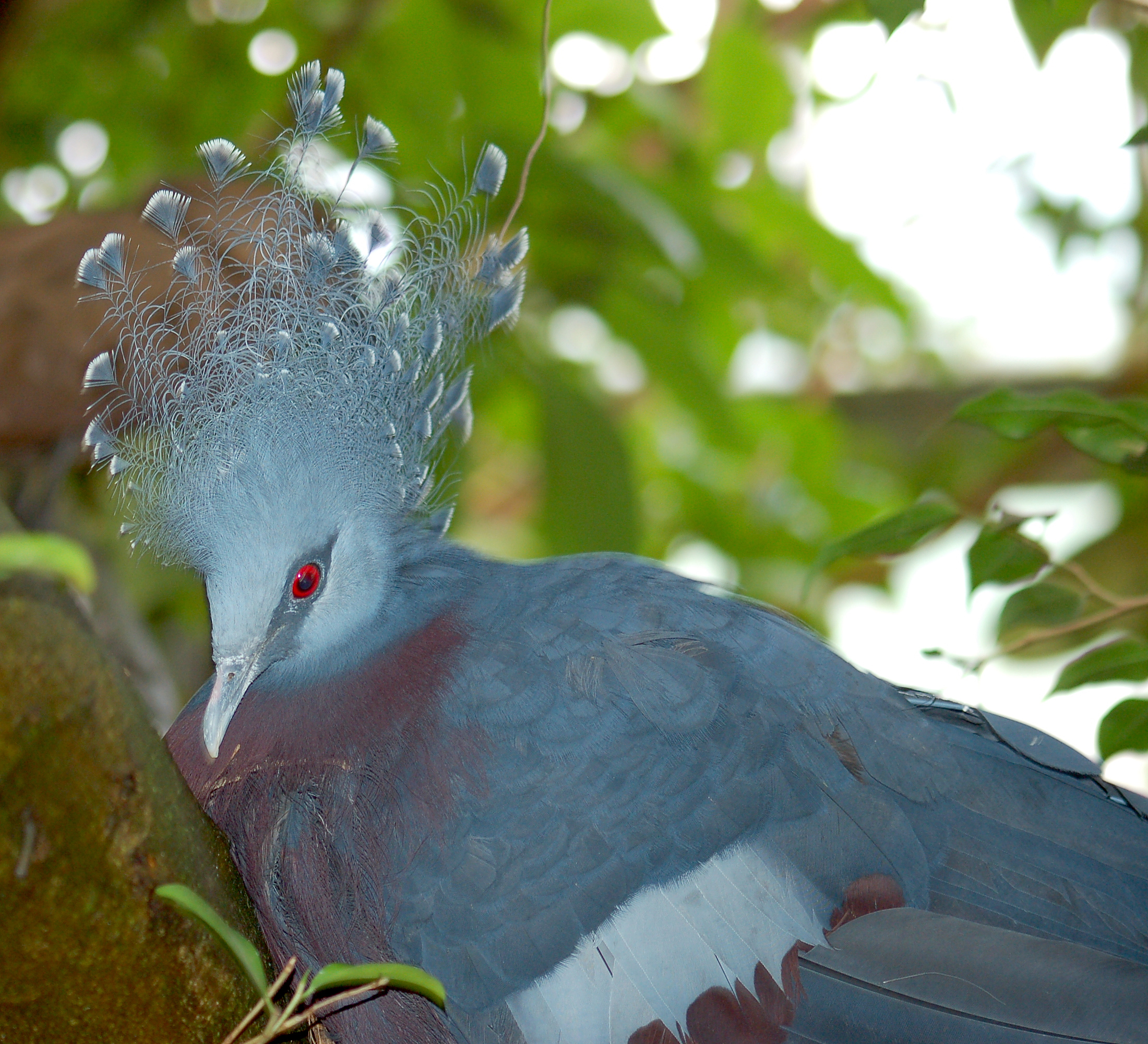
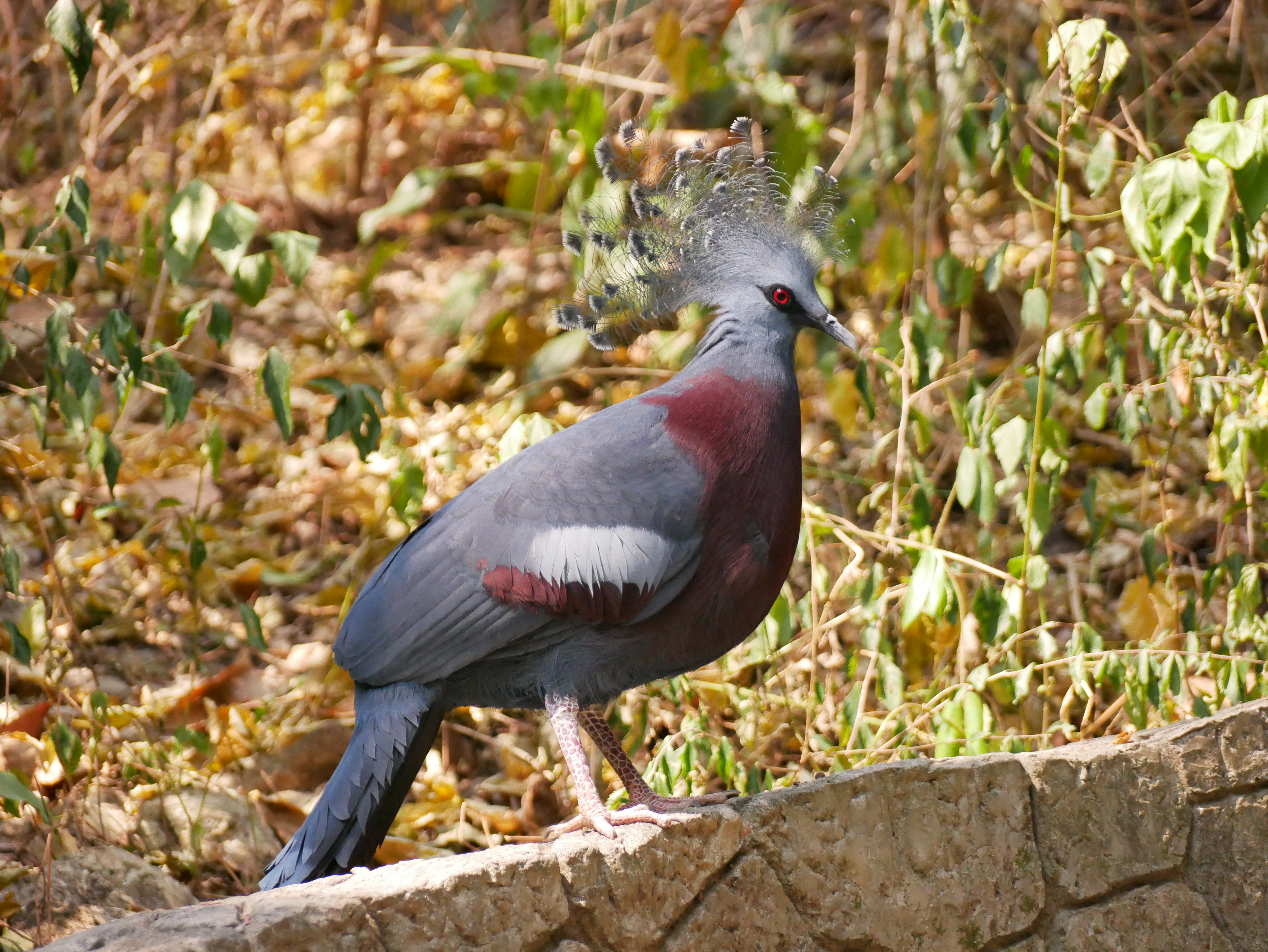
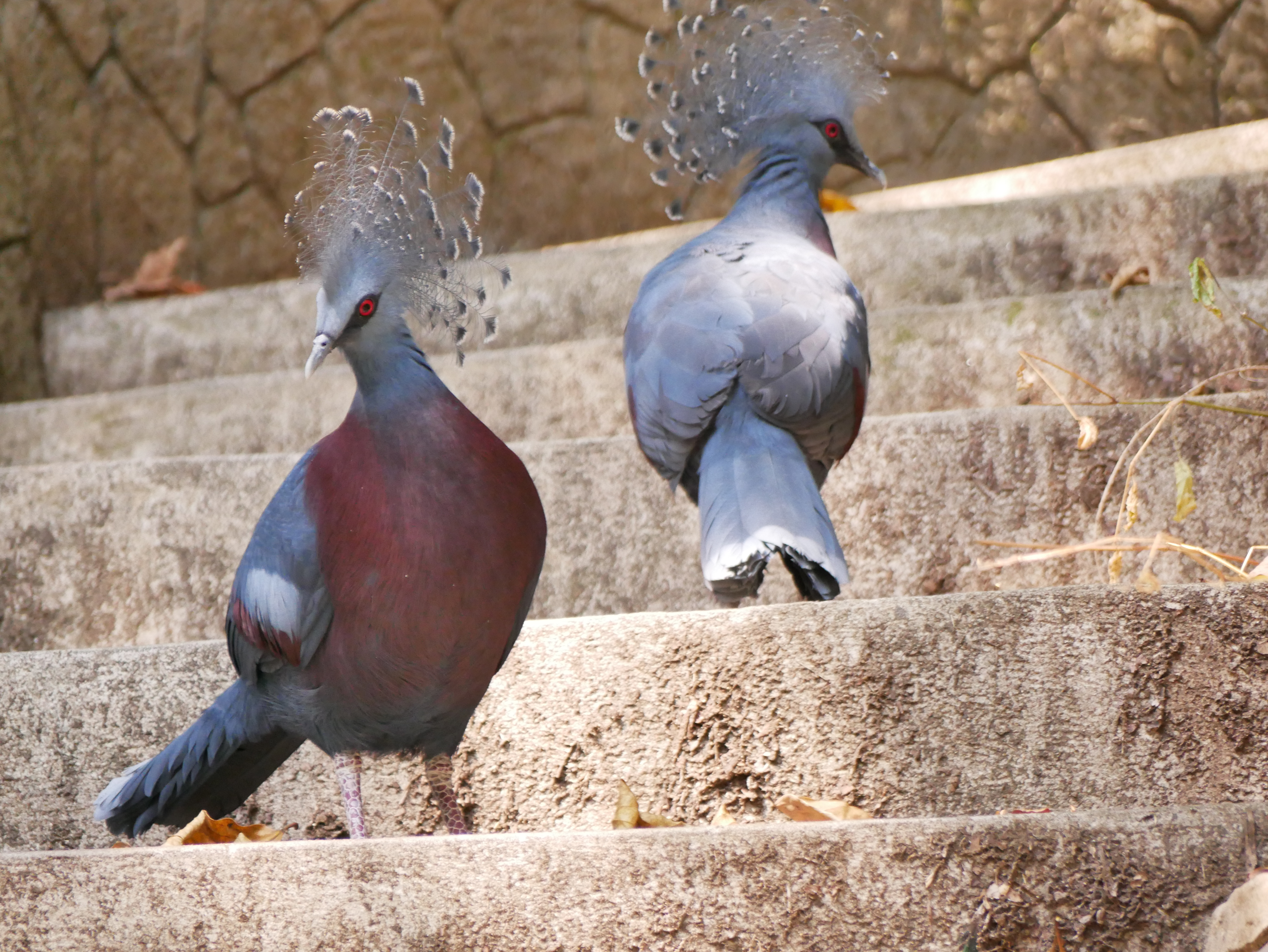
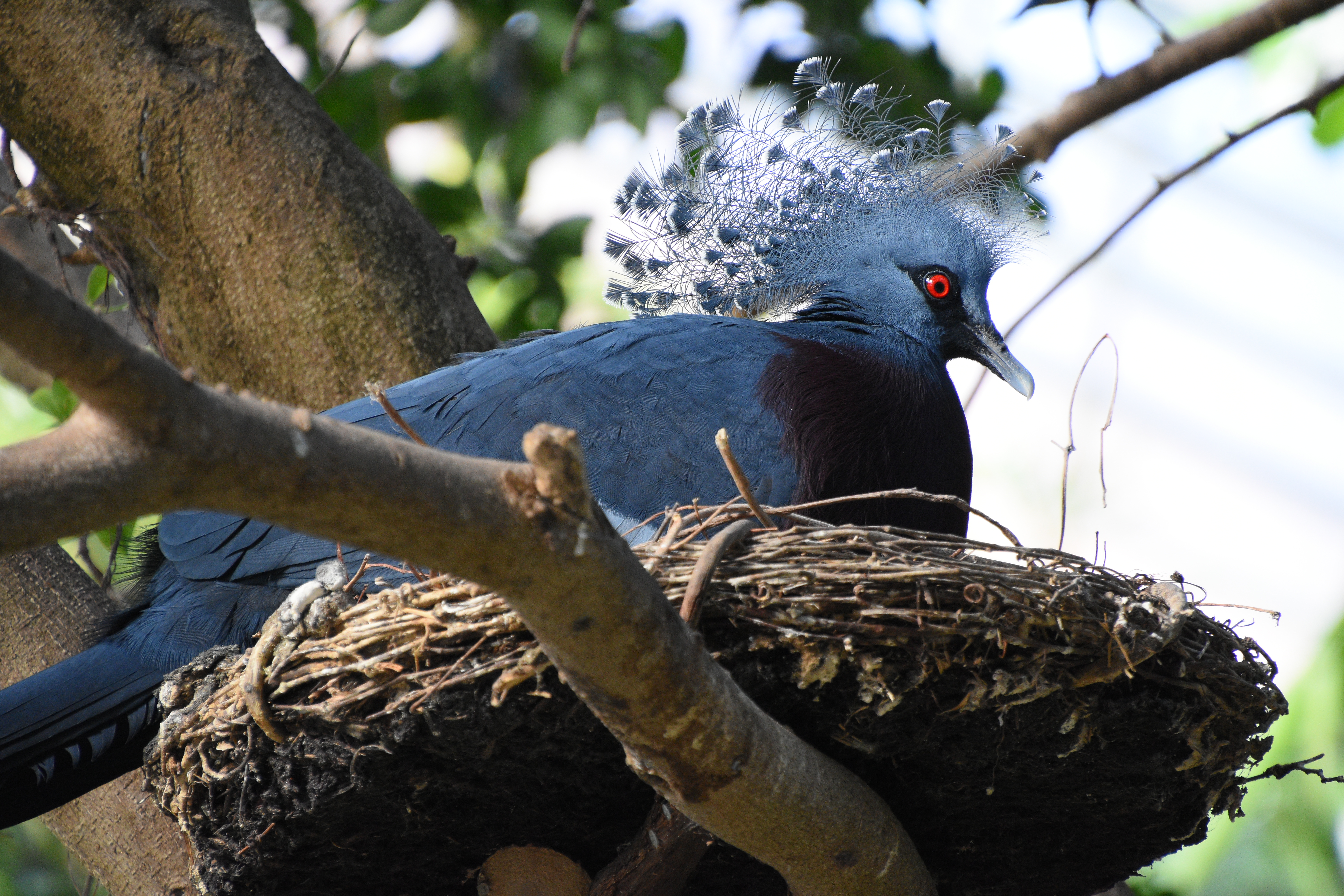
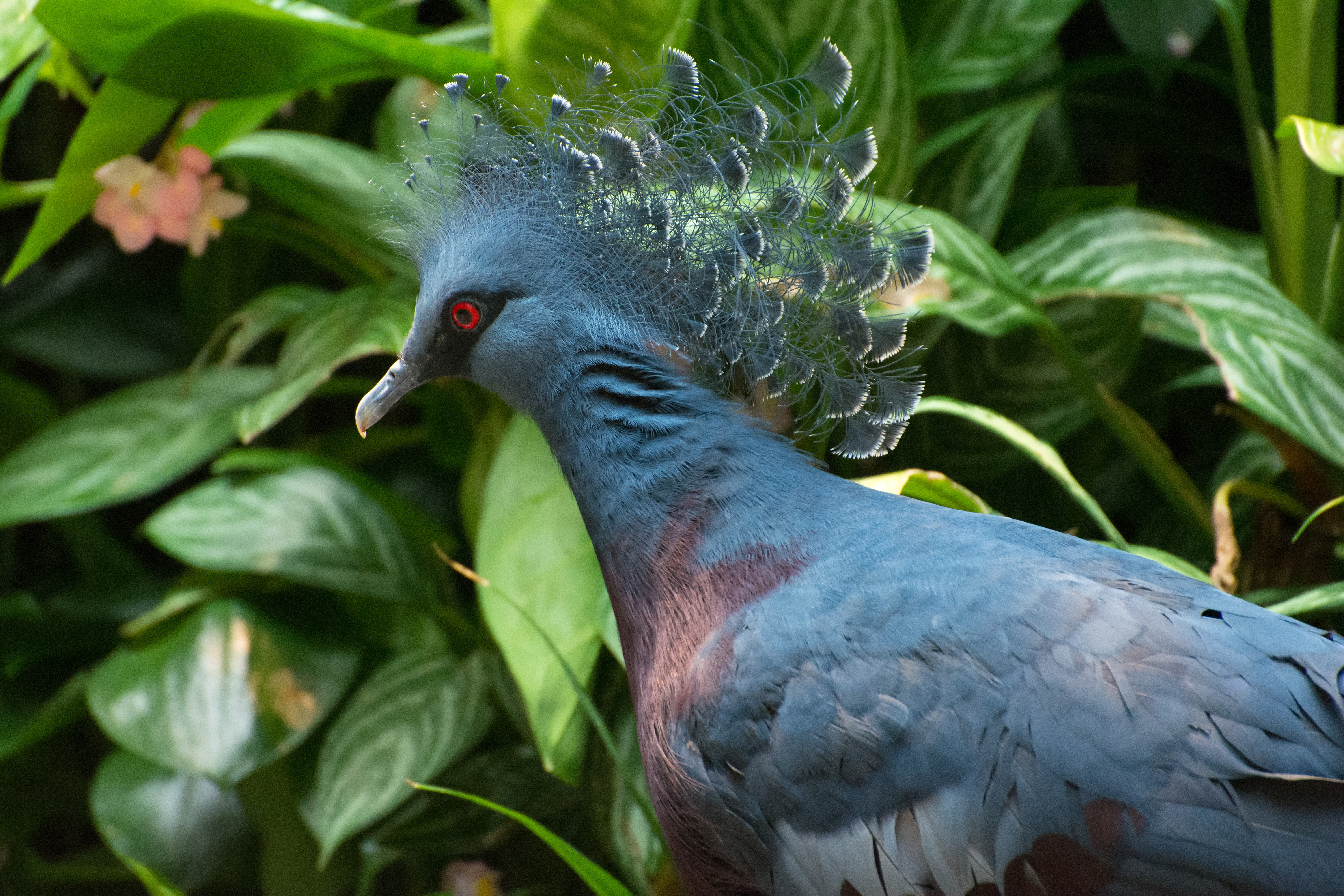
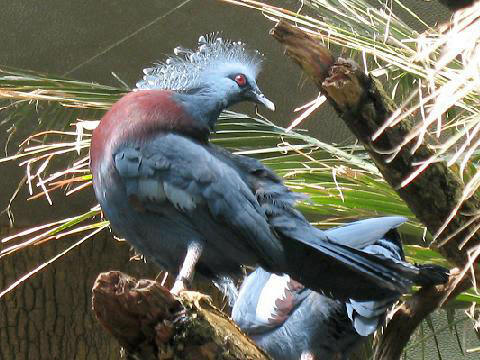
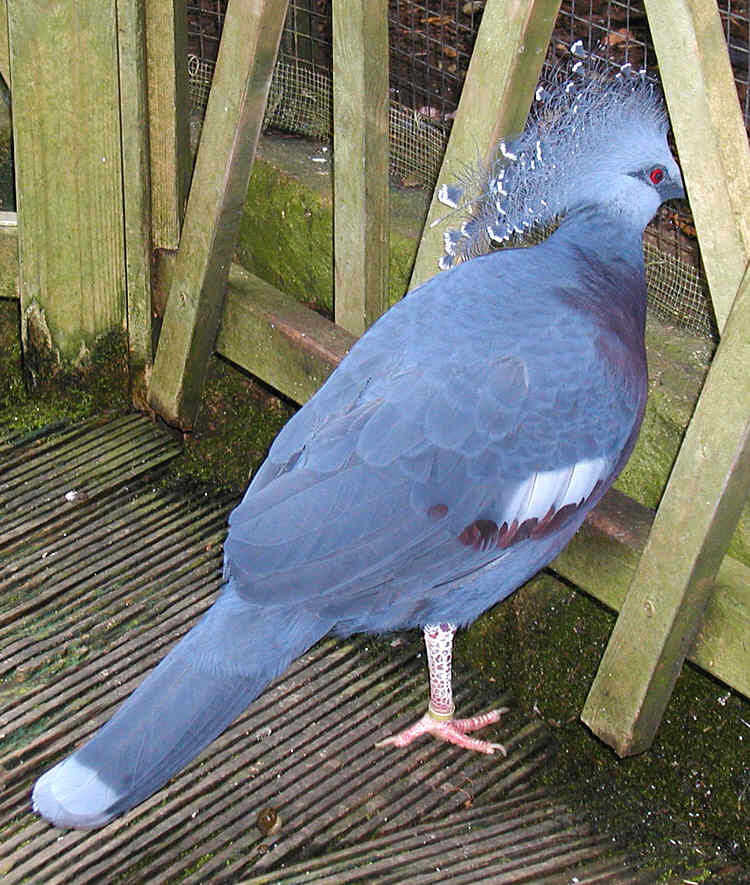